# Blind Stare
Blind Stare (англ. «слепой взгляд») — финская музыкальная группа, работающая в жанрах дэт-метала и инструментального метала.

## История группы
Группа Blind Stare была образована в 1999 году и первоначально работала в жанре инструментального метала, однако впоследствии, с приходом вокалиста Эйно Туоминена, сменила стиль и начала играть мелодичный дэт-метал. Долгое время составы группы постоянно менялись, что не позволяло её участникам выпускать полноценные записи.
Несмотря на несколько смен составов и отсутствие контракта с лейблом, Blind Stare в настоящее время работают над своим вторым студийным альбомом.

## Стиль и влияние
Blind Stare считают себя дэт-метал-группой, однако в их творчестве присутствуют также элементы других направлений метала. Группа сочетает тяжёлый гитарный звук с использованием синтезатора и различных семплов, а вокал представлен одновременно гроулингом, скримингом и хоровыми вставками, что выделяет Blind Stare из ряда других групп дэт-метала.
Музыкальные критики указывают на сходство музыки Blind Stare с творчеством таких групп, как Children of Bodom и Soilwork, однако в то же время усматривают в их композициях некоторое влияние Eldritch и даже Depeche Mode.

## Дискография

### Студийные альбомы
- Symphony of Delusions — 2005 год, Arise Records
- The Dividing Line — 2012 год, Arise Records

### Демо и EP
- Once A True Story (Demo) - 2003 год